# Tous les garçons et les filles
Tous les garçons et les filles (em português: Todos os garotos e meninas), é o primeiro álbum, lançado na França e no exterior, da cantora francesa Françoise Hardy. A edição original foi lançada na França no final de novembro de 1962. Originalmente sem título, este álbum é seu principal sucesso a partir de sua reedição em CD em novembro de 2009..  

## Músicas
| 1  | Tous les Garçons et les Filles Françoise Hardy  | 03:08 |
| 2  | Ca a Raté Françoise Hardy                       | 01:58 |
| 3  | La Fille Avec Toi Françoise Hardy               | 02:39 |
| 4  | Oh Oh Chéri Françoise Hardy                     | 02:21 |
| 5  | Le Temps de L'Amour Françoise Hardy             | 02:29 |
| 6  | Il Est Tout Pour Moi Françoise Hardy            | 02:01 |
| 7  | On Se Plait Françoise Hardy                     | 02:09 |
| 8  | Ton Meilleur Ami Françoise Hardy                | 02:09 |
| 9  | J'ai Jeté Mon Cœur Françoise Hardy              | 02:32 |
| 10 | Il Est Parti un Jour Françoise Hardy            | 01:49 |
| 11 | J' Suis D'Accord Françoise Hardy                | 02:04 |
| 12 | C'est a L'Amour Auquel Je Pense Françoise Hardy | 03:15 |